# Adolphe Rome
Adolphe Rome (* 12. Juli 1889 in Stavelot; † 9. April 1971 in Korbeek-Lo) war ein belgischer Klassischer Philologe und Wissenschaftshistoriker, der sich speziell mit antiker Astronomiegeschichte beschäftigte.

## Leben und Werk
Adolphe Rome besuchte das Atheneum in Mechelen, wo sein Vater Eugéne Rome Lehrer für Alte Sprachen war. Danach trat er in das Priesterseminar in Mechelen ein und wurde 1912 zum katholischen Priester geweiht. Anschließend studierte er an der Universität Löwen Klassische Philologie und wurde dort, nach Unterbrechung des Studiums durch den Ersten Weltkrieg, 1919 promoviert. Danach arbeitete er zunächst als Lehrer in Schaerbeek und Nivelles und wurde 1922 Stipendiat am Belgischen Historischen Institut in Rom. 1924 bis 1927 verbrachte er zu Handschriftenstudien in Paris. Ab 1927 unterrichtete er Griechische Philologie an der Universität Löwen, wo er 1929 zum Professor ernannt wurde und bis 1958 lehrte. 1935 wurde er Ehrenkanoniker des Domkapitels von Mechelen.
Adolphe Rome, der sich seit seiner Schulzeit sehr für Mathematik interessierte, fand während seines Studiums sein Forschungsgebiet, die antike Wissenschaftsgeschichte. Promoviert wurde er mit der Arbeit Les fonctions trigonométriques dans Héron d’Alexandrie. Ab den 1920er Jahren (veröffentlicht 1931 bis 1943) begann er mit der Arbeit an der Erstellung einer kritischen Ausgabe der Kommentare zum Almagest des Ptolemäus von Pappos und Theon von Alexandria, später fortgesetzt von seinem Schüler und Nachfolger Joseph Mogenet (1913–1980) und dessen Schülerin Anne Tihon (* 1944). Ein weiterer enger Mitarbeiter von Rome war Albert Lejeune (1916–1988). Neben seinen Forschungen zur antiken Wissenschaftsgeschichte publizierte er Aufsätze zu vielen Themen der Klassischen Philologie, etwa Pindar, Aischylos, Euripides und Theokrit.
1932 war er einer der Mitbegründer der Zeitschrift L’Antiquité classique, in den 1950er Jahren übernahm er die Herausgabe der wissenschaftshistorischen Zeitschrift Isis.
Adolphe Rome war seit 1948 korrespondierendes, seit 1950 ordentliches Mitglied der Belgischen Akademie der Wissenschaften. 1950 hielt er einen Plenarvortrag auf dem Internationalen Mathematikerkongress (ICM) in Cambridge (Massachusetts) (The Calculation of an Eclipse of the Sun According to Theon of Alexandria).

## Schriften (Auswahl)
Siehe das Schriftenverzeichnis in Bibliographie Académique 6, 1914–1934, S. 132–134; 7, 1934–1954, S. 233–234; 8, 1954–1955, S. 99; 10, 1957–1963, S. 369–370.
- Le R. P. Henri Bosmans, S. J. (1852–1928). In: Isis 12, 1929, Nr. 1, S. 88–112.
- Commentaires de Pappus et de Théon d’Alexandrie sur l’Almageste. 3 Bände. Biblioteca Apostolica Vaticana, Rom 1931–1943.